# Palmhonig

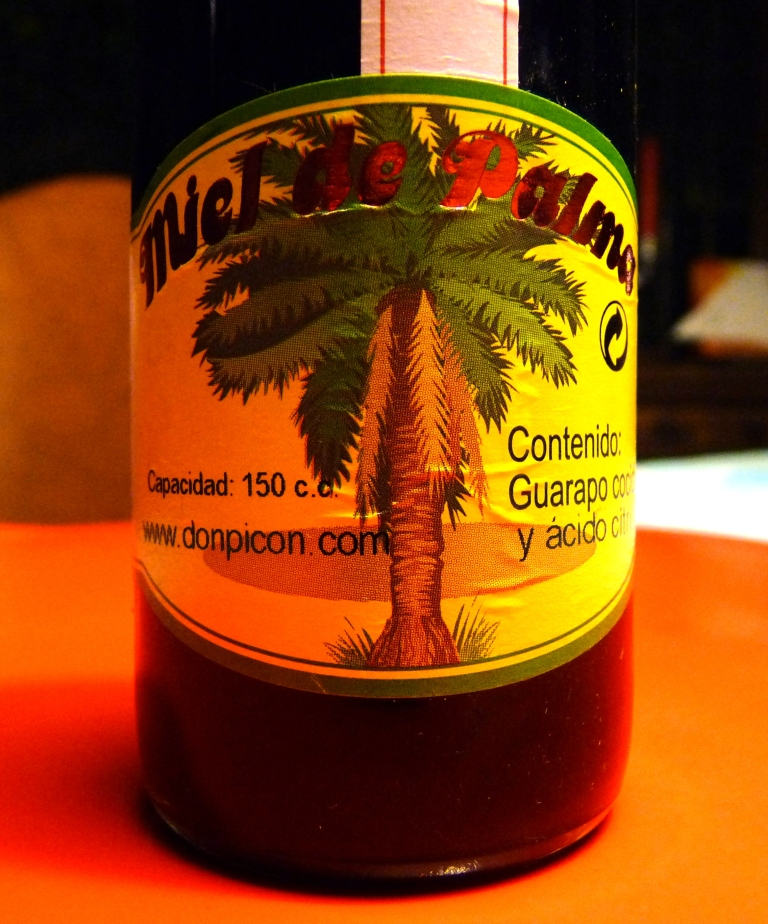
Palmhonig aus der Kanarischen Dattelpalme

Als Palmhonig (span. Miel de palma) wird der eingedickte süße Saft verschiedener Palmarten bezeichnet. Hergestellt wird er z. B. aus dem Saft (Blutungssaft) der Dattelpalme, der Honigpalme oder der Kokospalme. Beim Austreiben produzieren die Palmen einen süßen Saft. Um ihn zu gewinnen, werden die oberen Wedel abgeschlagen und die obere Schicht der Schnittstelle abgeschabt, bis der Palmsaft (span. guarapo) zu fließen beginnt. Eine Palme liefert ca. 15 Liter pro Nacht über einen Zeitraum von etwa vier bis fünf Monaten; tagsüber wird der aufgefangene Saft in großen Kesseln aufgekocht und zu zähflüssigem Sirup eingedickt. Der Geschmack dieses Sirups liegt zwischen Ahornsirup und Zuckerrübensirup. Der massive Entzug von Nährstoffen erfordert mehrere Jahre Pause zwischen den Ernten.
Palmhonig (Miel de Palma) darf innerhalb der Europäischen Union (EU) nicht unter diesem Namen vertrieben werden, da mit „Honig“ (Miel) nur das Produkt von Bienen bezeichnet werden darf. Die zulässige Bezeichnung ist „Sirope de palma“.